# Oxytropis jacquinii
Oxytropis jacquinii är en ärtväxtart som beskrevs av Aleksandr Andrejevitj Bunge. Oxytropis jacquinii ingår i släktet klovedlar, och familjen ärtväxter. Inga underarter finns listade i Catalogue of Life.

## Bildgalleri

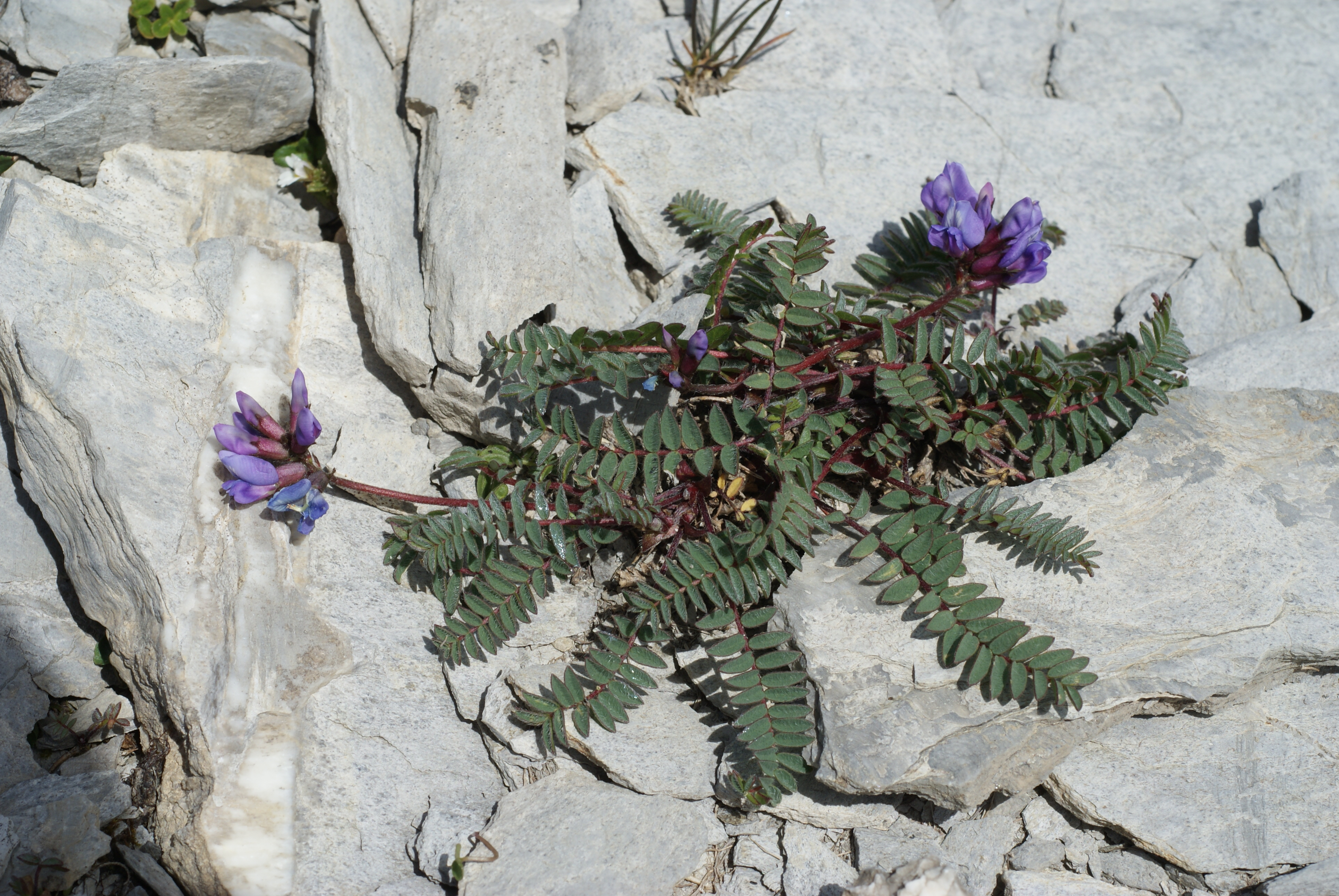
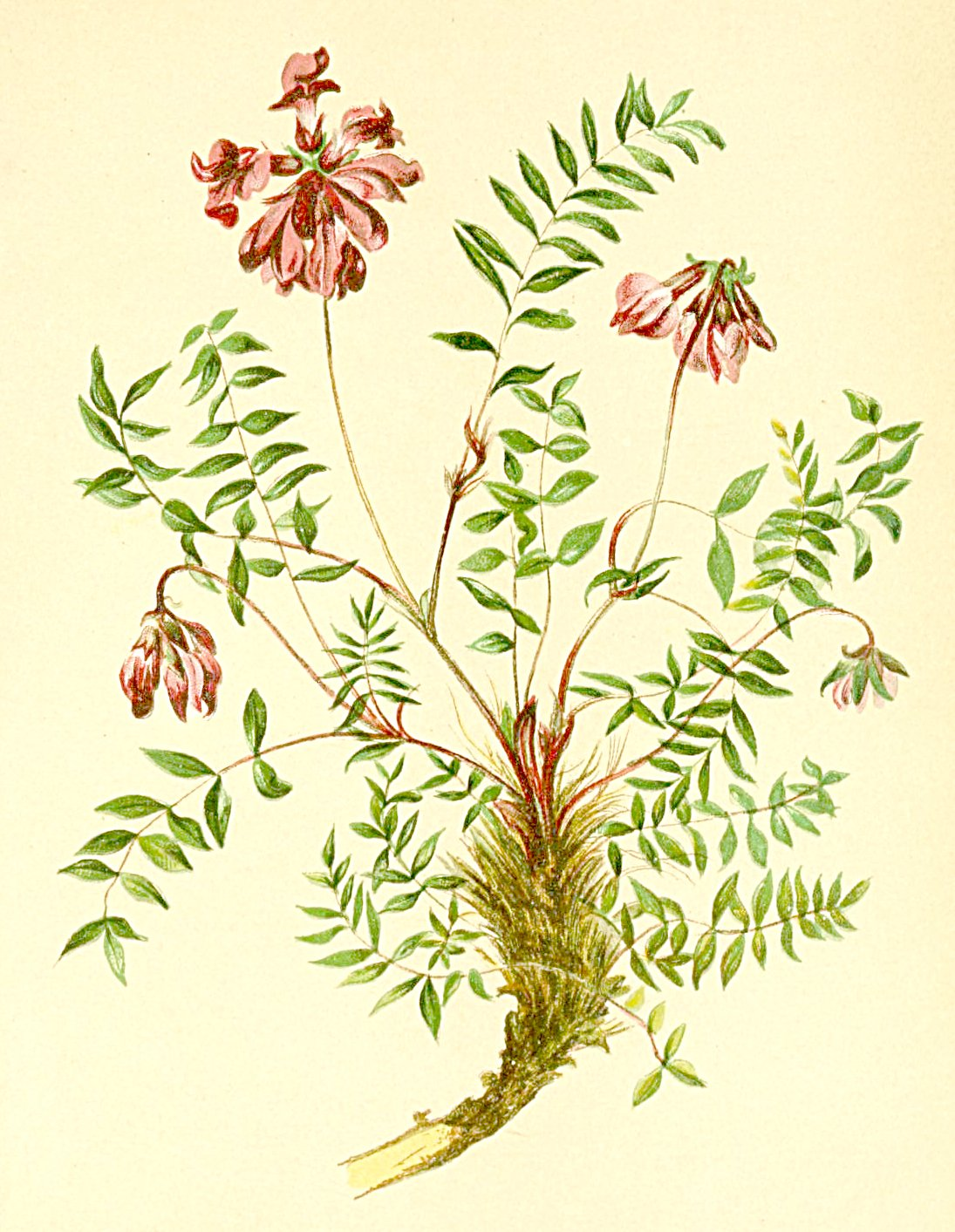
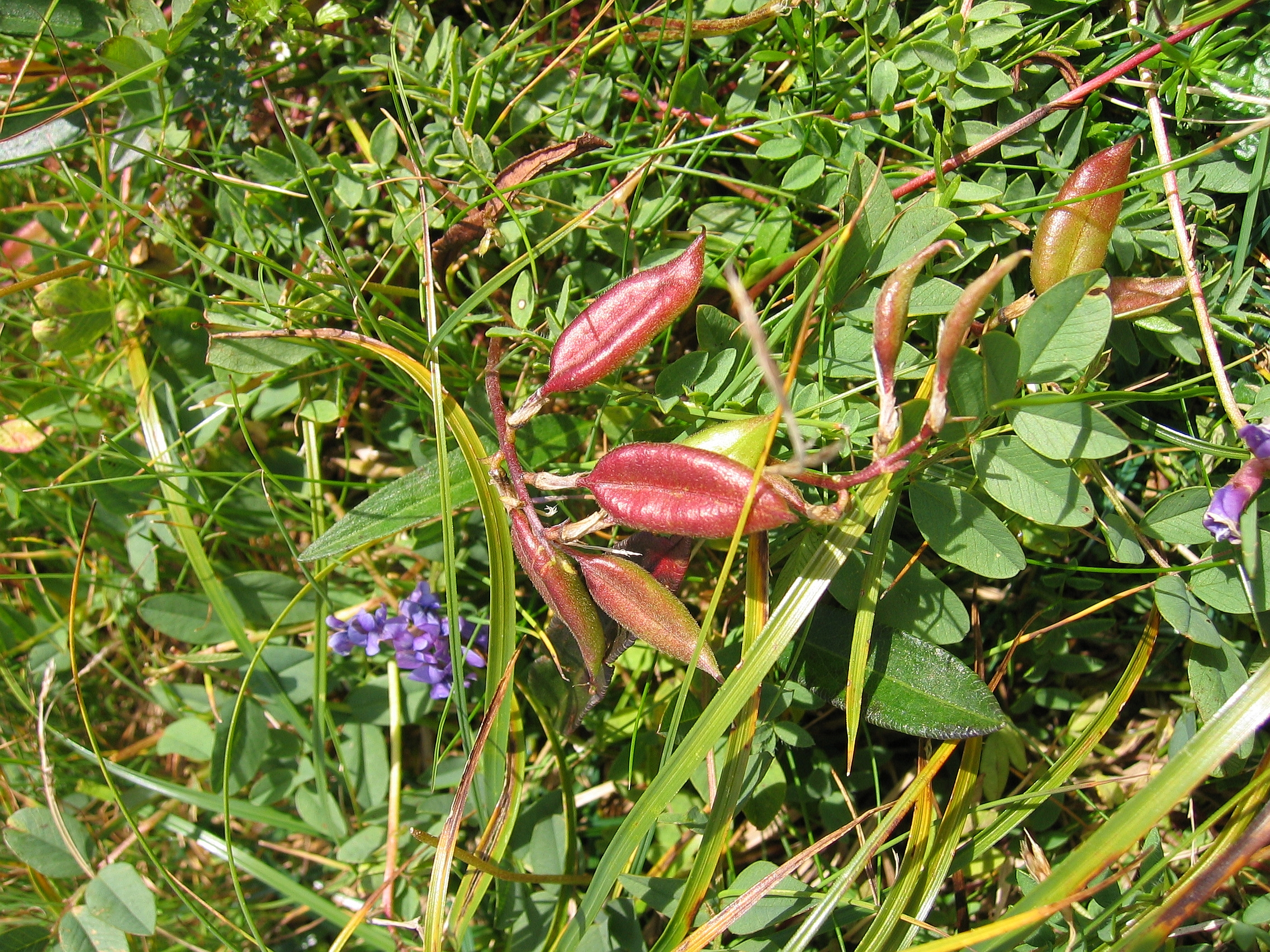
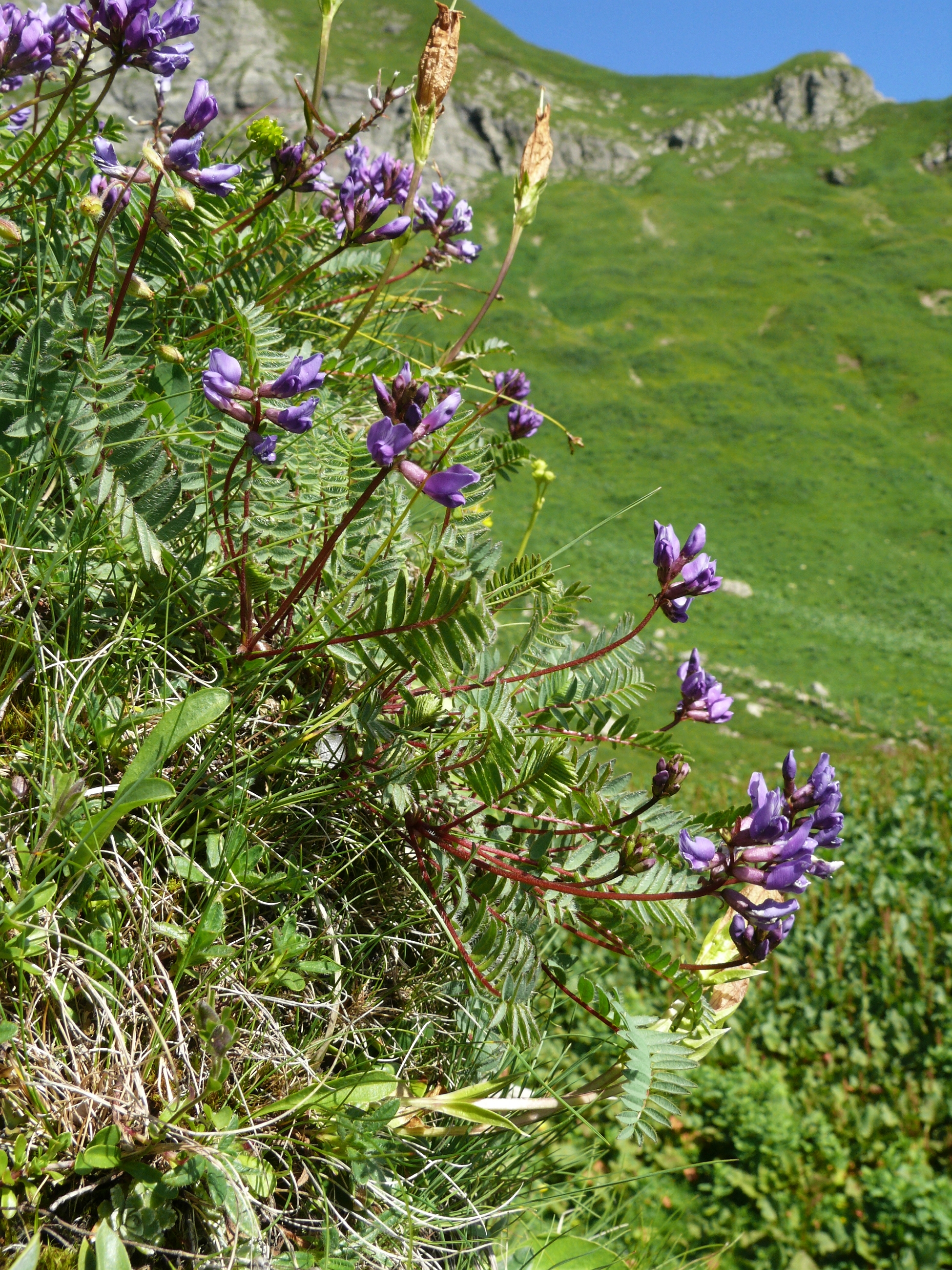